# Barrister

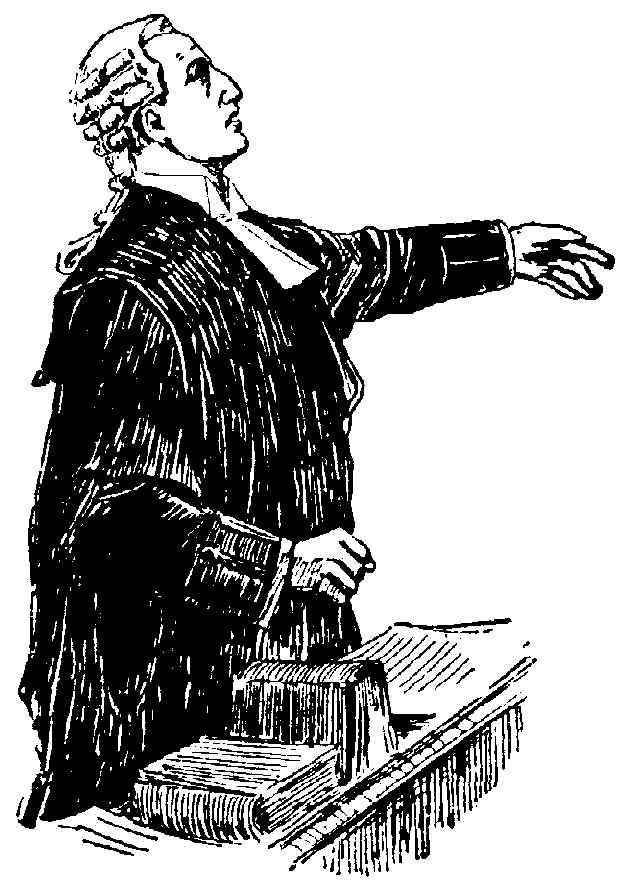
Gravura de um barrister inglês.

Barrister é uma das categorias de advogados que existem no Reino Unido e outros países com a tradição da common law (direito comum).
Sua função principal, mas não exclusiva, é representar os mandatos e os processos ante os tribunais. Neste sentido, o trabalho do barrister corresponde nos países  do direito civil a de um "advogado contencioso", ou seja, aquele especializado em processo, demandando ou alegando perante os tribunais de justiça. Sem prejuízo do anterior, esta profissão pode tratar desde a especialização em temas determinados, assim como a prestação de pareceres aos seus clientes.
Na tradição legal do common law, o trabalho do advogado continental se encontra separado em duas partes. Comparando com a medicina, primeiro nós encontramos os solicitadores, que são iguais aos médicos gerais, se enfrentam com a grande maioria dos casos e que só em casos especiais por sua complexidade ou especialização, requerem a intervenção de um especialista, que neste caso seria o barrister. Este paralelo é, todavia, pouco preciso. Um barrister pode ser retido a uma especialidade para cumprir certas funções como representar um cliente ante os tribunais, sem que signifique maior complexidade do trabalho.
Historicamente, a distinção entre as duas profissões era absoluta, coisa que mudou com o passar dos tempos. Desde um tempo em frente, é comum que uma mesma pessoa exerça ambos os campos indistintamente, em especial em países que tendem a eliminar estas diferenças profissionais (como vários estados da Austrália). Todavia, esta distinção permanece viva na Inglaterra e no País de Gales, onde as profissões têm espaços em comum. Na Escócia e na Irlanda a separação é mais profunda.
Os barristers são regulados por uma associação, o colégio profissional, que não tem outro fim que mantê-los unidos em base a uma jurisdição determinada. O órgão de regulação dos Barristers no Reino Unido e País de Gales é o Bar Council, que seria o órgão equivalente a Ordem dos Advogados no Brasil.  Tradicionalmente os barristers não se reuniam usualmente com seus clientes. Essas escassas reuniões se realizavam através de um solicitador, que o instruia no caso determinado. Não existia relação direta entre o cliente e o barrister, e toda comunicação se dava através do solicitador. Em seu relatório de 1990, a Fair Trade Commission (comissão da concorrência),  interpretou a interdição de acesso direto como uma prática restritiva e recomendou que não deveria constar do código deontológico.